# Шајбс
Шајбс град је у Аустрији, смештен у средишњем делу државе. Значајан је град у покрајини Доњој Аустрији, где је седиште истоименог округа Шајбс.

## Природне одлике
Шајбс се налази у средишњем делу Аустрије. Град је удаљен 130 км западно од главног града Беча.
Град Шајбс се образовао у тзв. Воћарској четврти Доње Аустрије. Град се сместио у североисточном почетном делу Алпа (тзв. Предалпи), на приближно 330 m надморске висине. Подручје око града је планинско. Кроз град протиче река Велики Ерлуф.

## Становништво
| 1971. | 1981. | 1991. | 2001. | 2011. |
| ----- | ----- | ----- | ----- | ----- |
| 4.445 | 4.515 | 4.389 | 4.331 | 4.236 |

Данас је Шајбс град са око 4.200 становника. Последњих деценија број становника у граду се смањује.

## Галерија
- Зимска панорама Шајбса
- Градска римокатоличка црква
- Стара градска капија
- Градска железничка станица